# یک تحصیل پاریسی
یک تحصیل پاریسی (فرانسوی: Mes provinciales‎) با نام اصلی نامه‌های استانی من یک فیلم در ژانر درام به کارگردانی ژان پل سیوراک است که در سال ۲۰۱۸ منتشر شد.

## داستان
فیلم داستان پسری جوان به اسم اتی‌ین را تصویر می‌کند که برای تحصیل در رشته فیلمسازی از لیون رهسپار پاریس می‌شود. سفری که به اُدیسه‌ای فردی بدل می‌شود به منظور شناخت: بازنگری و بازاندیشی خویشتن، کشف و بازیابی جهان پیرامون و تلاش برای فهم و بازتعریف توامان عشق به سینما و زنان.